# La Gran Aventura
La Gran Aventura va ser un grup de rock de Sabadell. Va estar en actiu entre el 1989 i el 1996 i als inicis dels anys 2010.
Va guanyar el concurs "Èxit" de TVC l'any 1990 amb la seva primera maqueta, d'on va sortir el seu primer disc La gran aventura. Durant la seva primera etapa van gravar dos discs més: Líders i adeptes (1992) i Triangular (1995).
En la nova etapa, en 2010, el grup va presentar el disc Aquí control. Aquest disc va proposar rock amb uns arranjaments a l'estil d'U2, Simple Minds o David Bowie. Dos anys abans, la seva nova discogràfica Picap va reeditar llur àlbum debut.
El grup va iniciar la seva trajectòria, liderat pel cantant i músic Xavi Vidal, i amb Marcel Vinaròs, Pere Pons, David Borrell i Marc Griera als altres instruments. El 1990 el baterista Borrell va ser substituït per Joan C. Vico. Seguint la seva tornada als escenaris, Vidal va ser l'únic membre restant; van completar als altres instruments Jean-P. Dupeyron, Nat Compte i Marc Martín.
Vidal també ha estat actiu com músic en solitari (l'album Intro el 2001) i en formacions amb el guitarrista Berni Mora. La col·laboració Vidal & Mora —sovint presentada sota la sigla XVB i s'iniciant el 1998— ha produït sis àlbum fins al 2014. Els darrers àlbums de Xavi Vidal van ser presentats sota els noms de formació Xavi Vidal Monstres & Co (Σimetria el 2015) i StinusVidal (Canvis el 2018, amb Jaime Stinus) i Xavi Vidal (Vida salvatge el 2024)

## Discografia

### Àlbums
- La gran aventura (1990, VO Records; 2008 Picap)
- Líders i adeptes (1992, CBS sony)
- Triangular (1995, K Indústria)
- Aquí control (2010, Picap; 2014, Música Global)

### Vídeo
- Fi de transmissió (1996)